# Pasikî-Zubrîțki, Pustomîtî
Pasikî-Zubrîțki (în ucraineană Пасіки-Зубрицькі) este o comună în raionul Pustomîtî, regiunea Liov, Ucraina, formată numai din satul de reședință.

## Demografie
Componența lingvistică a comunei Pasikî-Zubrîțki
     Ucraineană (99,74%)
     Alte limbi (0,26%)
Conform recensământului din 2001, majoritatea populației comunei Pasikî-Zubrîțki era vorbitoare de ucraineană (99,74%), existând în minoritate și vorbitori de alte limbi.